# حبيبة كثيفة
الحبيبات الكثيفة (وتسمى أيضًا الأجسام الكثيفة أو حبيبات دلتا) هي عضياتٌ إفرازية مُتخصصة. توجد الحبيبات الكثيفة فقط في الصفائح الدموية وتُكون أصغر من حبيبات ألفا [الإنجليزية]. لا يزال أصل هذه الحبيبات الكثيفة غير معروفٍ، ومع ذلك، يُعتقد أنها قد تأتي من الآلية التي تتضمن مسار الالتقام الخلوي. تُعد الحبيبات الكثيفة مجموعةً فرعيةً من العضيات المرتبطة بالجسيم الحال (LRO). يوجد حوالي ثلاثة إلى ثمانية منها في الصفائح الدموية للإنسان الطبيعي.